# Valu lui Traian
Valu lui Traian este o arie protejată de interes național ce corespunde categoriei a III-a IUCN (rezervație naturală de tip botanic), situată în județul Constanța, pe teritoriul administrativ al comunei Valu lui Traian.

## Localizare
Aria naturală se află în Podișul Medgidiei, în extremitatea central-estică a județului Constanța, pe teritoriul nord-estic al satului Valu lui Traian, în apropierea drumului național DN3 care leagă orașul Murfatlar de municipiul Constanța.

## Descriere
Rezervația naturală a fost declarată arie protejată prin Legea Nr.5 din 6 martie 2000, publicată în Monitorul Oficial al României, Nr.152 din 12 aprilie 2000 (privind aprobarea Planului de amenajare a teritoriului național Secțiunea a III-a - zone protejate) și se întinde pe o suprafață de 5 hectare.
Aria naturală se suprapune unui sit arheologic (resturile unui sistem defensiv roman constituit din trei linii de fortificație Micul Zid, Marele Zid și Zidul de Piatră) și reprezintă un val de pământ pe vârful căruia adăpostește mai multe specii de plante xerofile și exemplare de arborei și arbusti pe pante. 